# According to Law (film, 1912)
Pour les articles homonymes, voir According to Law.
Pour plus de détails, voir Fiche technique et Distribution.
According to Law est un film muet américain réalisé par Otis Thayer et sorti en 1912.

## Fiche technique
- Titre : According to Law
- Réalisation : Otis Thayer
- Scénario : Paul R. Martin
- Producteur :  William Selig
- Société de production : Selig Polyscope Company
- Société de distribution : Selig Polyscope Company
- Pays d'origine :  États-Unis
- Langue : film muet avec les intertitres en anglais
- Format : Noir et blanc — 35 mm — 1,33:1 — Muet
- Genre : Film dramatique, Western
- Durée : 10 minutes
- Dates de sortie : 
  -  États-Unis : 6 mai 1912

## Distribution
- Rex De Rosselli
- Adrienne Kroell
- Frank Weed
- Joseph Ransome
- T. Jerome Lawler
- John Larkin
- Harry Reid
- Nick Manitar
- Edgar G. Wynn
- Lew Morriff
- Lester Cuneo